# Pont de Tolbiac
Pont de Tolbiac - most na rzece Sekwanie położony w Paryżu. Most łączy 12 oraz 13 okręg paryski, został zbudowany w latach 1879–1882 przez Henri-Prospera Bernarda oraz Josepha-Denisa-Alfreda Pérousea.
Najbliżej położoną stacją paryskiego metra jest Cour Saint-Émilion.

## Historia
Pont de Tolbiac został zbudowany na fali rozpoczętej w Paryżu urbanizacji, która miała miejsce w drugie połowie XIX wieku.
Decyzja o budowie mostu zapadła w 1877 roku na sesji rady miasta. Celem budowy Pont de Tolbiac miało być skrócenie dystansu dzielącego Pont National oraz Pont de Bercy. Prace nad budową mostu rozpoczęły się w 1879 roku wraz z uzyskaniem przez miasto środków na realizację budowy i zakończyły się w 1882 roku.
W 1943 roku na most spadła jedna z bomb RAF.

## Architektura
Łączna długość mostu wynosi 168 m. Most jest oparty na pięciu łukach o średnicy 28m, 35m oraz 32m.